# Région ecclésiastique des Pouilles

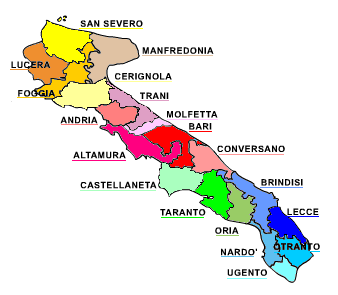
Carte de la région ecclésiastique des Pouilles.

La région ecclésiastique des Pouilles (en italien : Regione ecclesiastica Puglia) est l'une des seize régions ecclésiastiques que compte l'Église catholique romaine en Italie.
Cette circonscription d'une superficie de 19 774 km² couvre la quasi totalité de la région administrative des Pouilles, à la seule exception de la commune d'Anzano di Puglia, qui est rattachée au diocèse d'Ariano Irpino-Lacedonia, dans la région ecclésiastique de Campanie. Elle englobe 4 168 619 habitants répartis sur 1 058 paroisses. En 2025, elle compte 1 637 religieux séculiers, 639 religieux réguliers et 264 diacres permanents.

## Archidiocèses et diocèses de la région
La région compte 6 archidiocèses et 13 diocèses :
- Archidiocèse de Bari-Bitonto
  - Archidiocèse de Trani-Barletta-Bisceglie
  - Diocèse d'Altamura-Gravina-Acquaviva delle Fonti
  - Diocèse d'Andria
  - Diocèse de Conversano-Monopoli
  - Diocèse de Molfetta-Ruvo-Giovinazzo-Terlizzi

- Archidiocèse de Foggia-Bovino
  - Archidiocèse de Manfredonia-Vieste-San Giovanni Rotondo
  - Diocèse de Cerignola-Ascoli Satriano
  - Diocèse de Lucera-Troia
  - Diocèse de San Severo

- Archidiocèse de Lecce
  - Archidiocèse d'Otrante
  - Archidiocèse de Brindisi-Ostuni
  - Diocèse de Nardò-Gallipoli
  - Diocèse d'Ugento-Santa Maria di Leuca

- Archidiocèse de Tarente
  - Diocèse de Castellaneta
  - Diocèse d'Oria

### Articles liés
- Église catholique en Italie
- Liste des diocèses et archidiocèses d'Italie